# José Manuel Pita Andrade
José Manuel Pita Andrade (La Coruña, 1 de noviembre de 1922 - Granada, 7 de septiembre de 2009) fue un historiador del arte español, que se caracterizó por su labor dentro de la museografía. Asimismo, fue el primer director del Museo del Prado nombrado en la Transición Española, de 1978 a 1981. Era académico de honor de la Real Academia de Bellas Artes de Nuestra Señora de las Angustias de Granada, donde ocupaba la letra C.

## Biografía
Estudió Filosofía y Letras en la Universidad de Madrid doctorándose en Historia del Arte en 1947. Cursó estudios de posgrado en la Universidad de Nueva York.
Fue catedrático en las universidades de Oviedo (1960), Granada (1961-1978) y Complutense de Madrid (1978-1987) en la que se jubiló. Posteriormente fue nombrado profesor emérito de la Universidad de Granada hasta el año 2002 como catedrático de Historia del Arte. En 2008 fue designado doctor honoris causa por la mencionada Universidad de Granada.
Aparte de su labor en el Museo del Prado, durante unos años fue conservador de las colecciones de arte de la Casa de Alba y del recién fundado Museo Thyssen-Bornemisza, cuyo catálogo general supervisó.
Fue miembro de número de la Real Academia de Bellas Artes de San Fernando, desde 1984 (en la que ingresó con el discurso Dominico Greco y sus obras a lo largo de los siglos XVII y XVIII), y de la Real Academia de la Historia, desde 1989 (en la que ingresó con el discurso Goya y sus primeras visiones de la historia). Fue miembro de la Hispanic Society of America y recibió de la Medalla de oro al mérito en las Bellas Artes en 1989.

## Obras
- Dominico Greco y sus obras a lo largo de los siglos XVII y XVIII, Madrid, discurso de ingreso en la Real Academia de Bellas Artes de San Fernando, 1984.
- El Greco, Milán, Mondadori, 1986. Con la colaboración de José Álvarez Lopera.
- Goya. Vida, obra y sueños, Madrid, Sílex, 1989.
- Goya y sus primeras visiones de la historia, Madrid, discurso de ingreso en la Real Academia de la Historia, 1989.
- La construcción de la catedral de Orense, Santiago de Compostela, Instituto P. Sarmiento de Estudios Gallegos, csic, y Madrid, Facultad de Filosofía y Letras, Universidad Complutense, 1954.
- Luces y sombras en la pintura granadina del siglo de oro, Granada, discurso de recepción como académico honorario en la Real Academia de Bellas Artes de Nuestra Señora de las Angustias, 2000.